# Yui Ninomiya
Yui Ninomiya (二ノ宮ゆい, Ninomiya Yui) (Prefectura de Kanagawa, 6 de septiembre de 2001) es una actriz de voz y cantante japonesa.

## Biografía
Influenciada por las obras de anime y las canciones de anime, aspiró a convertirse en actriz de voz. En 2017, se postuló para la Next Generation Voice Actor Miracle Audition y ganó un premio especial, solo superado por la ganadora del gran premio Akane Matsunaga. Después de eso, debutó en el anime Aikatsu Friends! con el papel de Emma Hinata. También es miembro del grupo BEST FRIENDS!
El 15 de enero de 2020, debutó como cantante bajo el nombre de ニノミヤユイ (Ninomiya Yui) con Lantis.
El 27 de febrero de 2024, debido a problemas de salud, anunció que se tomaría un descanso de sus actividades para centrarse en su recuperación. Reanudó sus actividades el 31 de agosto del mismo año.
El 30 de septiembre de 2024 abandonó Horipro International.

## Filmografía

### Anime[5]
| Año  | Título                                                   | Personaje       | Ref,  |
| ---- | -------------------------------------------------------- | --------------- | ----- |
| 2018 | Aikatsu Friends!                                         | Emma Hinata     | [ 6 ] |
| 2019 | Aikatsu Friends!: Kagayaki no Jewel                      | Emma Hinata     | [ 7 ] |
| 2020 | Micchiri Wanko! Animation                                | Louis           |       |
| 2020 | Peter Grill to Kenja no Jikan                            | Luvelia Sanctos |       |
| 2020 | Kaoru no Taisetsu na Mono                                | Satoru          |       |
| 2021 | Sekai Saikou no Ansatsusha, Isekai Kizoku ni Tensei Suru | Noin            |       |
| 2022 | Leadale no Daichi nite                                   | Mimily          |       |
| 2022 | IDOL Bu SHOW Movie                                       | Erina Isayama   |       |
| 2022 | Peter Grill to Kenja no Jikan: Super Extra               | Luvelia Sanctos |       |

### Juegos
- THE iDOLM@STER CINDERELLA GIRLS U149 (2021 - presente, Makino Yagami)

### CD Drama
- IDOL Bu SHOW Episode ZERO (2020, Erina isayama)

### Otros
- IDOL Bu SHOW (2019 -, Erina Isayama)
- Swing, Sing (2022 - 2024, Sumire Yaotome)[8]

## Discografía
|     | Fecha de lanzamiento                       | Título                                                           | Número de pieza | Ranking más alto |
| --- | ------------------------------------------ | ---------------------------------------------------------------- | --- | ---------------- |
| 1.º | 19 de agosto de 2020                       | Tsuranuite Yuutsu (つらぬいて憂鬱)                               | LACM-24011 | Lugar 84         |
| 2.º | 3 de noviembre de 2021 19 de junio de 2024 | Dark Seeks Light / Sanbunteki LIFE (Dark seeks light/散文的LIFE) | LACM-24205 (Edición de artista) LACM-24206 (Edición Asesino aristócrata) LACM-24207 (Edición Tesla Note) LACM-34578 (Edición limitada) | Lugar 46         |
| 3.º | 28 de febrero de 2024                      | Konse Daikakumei (今世大革命)                                    | LACM-24501 (Edición de artista) LACM-24502 (Edición Classroom of the Elite)                                                            | Lugar 23         |

|                | Fecha de lanzamiento    | Título         | Número de pieza | Ranking más alto |
| Álbum completo | Álbum completo          | Álbum completo | Álbum completo  | Álbum completo   |
| -------------- | ----------------------- | -------------- | --------------- | ---------------- |
| 1.º            | 15 de enero de 2020     | Ai toka kanjō  | LACA-15805      | 137.º puesto     |
| Miniálbum      |                         |                |                 |                  |
| 1.º            | 23 de diciembre de 2020 | Aijō kairi     | LACA-15849      |                  |
| 2.º            | 2 de agosto de 2023     | Honkai         | LACA-25062      |                  |

| Canción                          | Aparición                                                                                                 | Año  |
| -------------------------------- | --- | ---- |
| Ai toka kanjō                    | Tema de cierre del programa musical "JAPAN COUNTDOWN" en enero.                                           | 2020 |
| Watashi dake no, kakumei.        | Tema de cierre del drama televisivo "SEDAI WARS"                                                          | 2020 |
| Tsuranuite Yuutsu                | Opening de la primera temporada del anime Peter Grill to Kenja no Jikan.                                  | 2020 |
| Akai kizu                        | Opening del anime Kaoru no Taisetsu na Mono.                                                              | 2020 |
| Dark Seeks Light                 | Opening del anime Sekai Saikou no Ansatsusha, Isekai Kizoku ni Tensei Suru.                               | 2021 |
| Sanbunteki LIFE                  | Ending del anime Tesla Note.                                                                              | 2021 |
| Itaningen Sanka                  | Canción temática de la película animada "GUARDYGIRLS"                                                     | 2022 |
| Konse Daikakumei                 | Ending principal de la tercera temporada del anime Youkoso Jitsuryoku Shijou Shugi no Kyoushitsu e.       | 2024 |
| Fixer                            | Ending del episodio #5 de la tercera temporada del anime Youkoso Jitsuryoku Shijou Shugi no Kyoushitsu e. | 2024 |
| Tokyo Shandy Rendez‐vous (Cover) | Cover realizado por Yui Ninomiya, en la 12 temporada del proyecto CrosSing en Youtube.                    | 2025 |